# فانو اللمتونية
فانو اللمتونية هي فانو بنت عمر بن يينتان، محاربة صنهاجية من قبيلة لمتونة الأمازيغية برزت خلال العهد الأخير للدولة المرابطية.

## حياتها
عندما أراد الموحدون الإستيلاء على العاصمة مراكش إشتبكوا مع الجنود المرابطين مدة أربعة أيام، ودخلوا المدينة في اليوم الخامس، لكن استعصى عليهم دخول القصر السلطاني الذي رابطت فيه المحاربة الباسلة فانو بنت عمر بن يينتان بكل بسالة وقوة ولم يدخلوه حتى ماتت؛ حيث كانت تقاتل الموحدين في هيأة رجل، وتعجبوا من قتالها، ومن شدة ما أعطاها الله من الشجاعة وهي بكر، إذ لم يعرف الموحدون هل هي رجل أم امرأة حتى ماتت في شوال عام 541هـ.